# ジョシアナ
『ジョシアナ』（JOSIANA）は、北海道放送（HBCテレビ）にて2008年10月15日から2009年3月18日まで放送されていたバラエティ番組である。放送時間は水曜日24:26～24:56（JST）。
関連番組である『ミニアナ』についても本項で述べる。

## 概要
HBCテレビにとっては、2007年3月で終了した『LOVE ON TV』以来1年半ぶりとなる自社制作の深夜バラエティ番組である。
タイトル通り、HBCの若手女性アナウンサー3人をメインにしており、体を張った（?）面白企画やアナウンサーのプライベート映像、ゲストを迎えてのインタビュー企画など、バラエティに富んだ企画が放送されていたが、わずか半年で放送終了となった。だが番組内では「ファーストシーズン終了」となっていた。

## 出演者
HBCアナウンサー
- 佐々木佑花
- 佐藤彩
- 松坂有希子

準レギュラー
- 中野智樹
- 大森俊治
- 星りな

## DVD
- ジョシアナ +PLUS（2009年6月1日発売）
番組の名場面集や2009年に入社した新人アナウンサーの紹介映像などを収録している。

## ミニアナ
2009年4月4日から放送されているミニ番組。佐々木、佐藤、松坂の3人をメインに番組の裏側などを紹介する。